# مجاهدية
الطريقة المجاهدية هي طريقة صوفية سُنيّة، متفرعة من الطريقة الدسوقية المنسوبة لمؤسسها إبراهيم الدسوقي، وشيخ الطريقة الحالي هو 
«د. أحمد عبد القادر أحمد مجاهد». مقرها "ساحه السيد البدوي"